# Сига-3
Си́га-3 (рос. Сыга-3) — присілок у Кезькому районі Удмуртії, Росія.
Населення — 69 осіб (2010; 91 в 2002).
Національний склад станом на 2002 рік:
- удмурти — 81 %

Урбаноніми:
- вулиці — Ізошурська, Центральна